# Fährbahnhof
Ein Fährbahnhof ist ein Bahnhof, der im intermodalen Verkehr den Übergang zur Schifffahrt ermöglicht.
Die verkehrlichen Funktionen können dabei sowohl Personen- als auch Güterverkehr umfassen. Für die besonderen Anforderungen ist ein Fährbahnhof mit einem Fähranleger verbunden, sodass Eisenbahnfahrzeuge unmittelbar auf Eisenbahnfähren auffahren und übergesetzt werden können und im Gegensatz zu einfachen Hafenbahnhöfen Passagiere nicht umsteigen und Güter nicht umgeschlagen (umgeladen) werden müssen.

## Beispiele
Der größte deutsche Fährbahnhof ist der Fährhafen Sassnitz auf Rügen. Neben der RoRo-Schiffsverladung bietet dieser auch die Möglichkeit zur Umspurung von Wagen zwischen Normalspur und der in mehreren Anrainerstaaten der Ostsee verwendeten russischen Breitspur.
Einer der wichtigsten deutschen Fährbahnhöfe im Personenverkehr war der Bahnhof Puttgarden, an dem von 1963 bis 2019 Züge der Vogelfluglinie trajektiert wurden.